# Graceville (Flórida)
Graceville é uma cidade localizada no estado americano da Flórida, no condado de Jackson. Foi incorporada em 1902.

## Geografia
De acordo com o United States Census Bureau, a cidade tem uma área de 11,4 km², onde 11,1 km² estão cobertos por terra e 0,3 km² por água.

### Localidades na vizinhança
O diagrama seguinte representa as localidades num raio de 24 km ao redor de Graceville.

## Demografia
Segundo o censo nacional de 2010, a sua população é de 2 278 habitantes e sua densidade populacional é de 204,07 hab/km². Possui 990 residências, que resulta em uma densidade de 88,69 residências/km².